# Postulado
Un postulado es una proposición no evidente por sí misma ni demostrada, pero que se acepta, ya que no existe otro principio al que pueda ser referida. Dicho de otra forma, proposición cuya verdad se admite sin pruebas y que es necesaria para servir de base en ulteriores razonamientos. 
Si la proposición se considera evidente y es aceptada sin demostración previa, se denomina axioma.
También se denomina postulado a los principios sustentados por una determinada persona, un grupo o una organización.
Por ejemplo, en filosofía y en psicología los diversos enfoques o escuelas suelen diferenciarse en una serie de proposiciones filosóficas. A estas se les nombra postulados, que actúan como definiciones opcionales que delimitan una concepción de cada disciplina (tipo de método que utiliza, objetivo de estudio, etcétera).
Así, los puntos de partida de la cognición, la modificación de conducta y Gestalt acerca de qué son la mente, la personalidad y la conducta son distintos. A partir de estos postulados se desarrolló toda la teoría. En toda ciencia -incluso la Física, al considerar que existen reglas constantes definibles- se suele disponer de puntos de partida filosóficos.

## Postulados filosóficos
Según Immanuel Kant (filósofo del siglo XVIII) los postulados de la razón práctica son las proposiciones no demostrables desde la razón teórica pero que, si se quiere entender el factum moral, se les ha de admitir. Dichos postulados serían la libertad, la inmortalidad del alma y la existencia de Dios.
El existencialismo es un movimiento filosófico del siglo XX. Su postulado fundamental es que cada ser humano crea el significado y la esencia de su propia  vida. Uno de sus pensadores fundamentales fue Jean-Paul Sartre.

## Postulados matemáticos
Los postulados son fórmulas específicas de una teoría que se aceptan solamente por acuerdo. Razonando acerca de dos estructuras diferentes, por ejemplo los números naturales y los números enteros, pueden comprender los mismos axiomas. Sin embargo los postulados expresan lo que es esencial de una estructura, o un conjunto de estas. A diferencia de los axiomas lógicos, los postulados no son tautologías. 
Cualquier teoría matemática moderna se fundamenta en un conjunto de postulados. Aunque se pensaba que, en principio, toda teoría se podía axiomatizar y formulizar, posteriormente esto se demostró imposible.
En matemática son célebres los postulados de Euclides, expuestos en los Elementos, el tratado fundamental de la geometría clásica. Siglos después, cuando se cuestionó el quinto postulado de Euclides, surgió la llamada Geometría no euclidiana.
Existen otros, como el postulado de Bertrand, referente a los números primos, y los postulados de Cauchy, enunciados por el matemático Augustin Louis Cauchy, relativos a vectores.

## Postulados físicos
Un postulado físico o principio físico es una hipótesis que conduce a resultados compatibles con las observaciones experimentales aceptada provisionalmente como hipótesis de trabajo o conveniencia formal para obtener otros resultados. En física se formularon los postulados de Cauchy para la mecánica de sólidos deformables, los dos postulados de la Relatividad Especial, referentes a la teoría de la relatividad de Albert Einstein, y los seis postulados de la mecánica cuántica (de la axiomatización de Von Neumann).
Los postulados en la ciencia resumen la experiencia disponible sobre un concepto en cuestión. Es decir, se fundamentan en la realidad y nunca son o han sido falsos a la luz de la experiencia existente, la resumen. Son la base del razonamiento y deducción científica, con la cual se realiza su objeto: la predicción de lo que pasará que ha de ser comprobable mediante experimentación posterior. En la historia de la ciencia, mejores métodos de medida llevan a más y mejores teorías que introducen más precisión en las predicciones y corrigen errores.

## Postulados biológicos
En infectología, epidemiología y microbiología los postulados de Koch, aplicados por el fundador de la bacteriología, Robert Koch, sirvieron para establecer la etiología de la tuberculosis. Posteriormente se generalizaron para el resto de las enfermedades infecciosas.